# خوان باوتيستا باست إي راموس
خوان باوتيستا باست إي راموس (بالإسبانية: Juan Bautista Basset y Ramos)‏ هو عسكري إسباني، ولد في 1654 في البريجة في إسبانيا، وتوفي في 15 يناير 1728 في شقوبية في إسبانيا.